# Rudolf Belin
Rudolf Belin (né le 4 novembre 1942 à Zagreb en Croatie) est un joueur de football international yougoslave (croate), qui évoluait au poste de milieu de terrain, avant de devenir ensuite entraîneur.

## Biographie

### Carrière de joueur

#### Carrière en sélection
Avec l'équipe de Yougoslavie, il joue 29 matchs (pour 6 buts inscrits) entre 1963 et 1969. Il figure dans le groupe des sélectionnés lors de l'Euro de 1968.
Il participe également aux JO de 1964.

## Palmarès
| Dinamo Zagreb - Coupe de Yougoslavie (4) : - Vainqueur : 1962-63, 1964-65 et 1968-69. - Finaliste : 1963-64 et 1965-66. - Coupe des villes de foires (1) : - Vainqueur : 1966-67. - Finaliste : 1962-63. |  | Yougoslavie - Championnat d'Europe : - Finaliste : 1968. |